# Barøya
Barøya er en ø i Narvik kommune i Nordland. Øen ligger ved indmundingen til Ofotfjorden og Efjorden. Øen har et areal på 13 km², og højeste punkt er Sørfjellet på 299 moh.
På nordvestsiden af Barøya ligger Barøy fyr.
På sydvestsiden af Barøya ligger skibsvraget fra skibet Evelyn Karin, som forliste i 1975. Vraget er synlig fra færgelinjen Bognes-Lødingen. Umiddelbart efter forliset kastede havet skibet på land. Rederiets forsikringsselskab fandt det for kompliceret at fjerne skibet, som derfor har blevet liggende på stedet.